# Abdessalem Ayouni
Abdessalem Ayouni (16 mei 1994) is een Tunesisch middellangeafstandsloper, die is gespecialiseerd in de 800 m en de 1500 m. Hij nam éénmaal deel aan de Olympische Spelen.

## Biografie
In 2021 nam Ayouni deel aan de uitgestelde Olympische Spelen van 2020 in Tokio. In de halve finale van de 800 meter kon Ayouni zich niet kwalificeren voor de finale.

## Titels
- Winnaar Afrikaanse Spelen 800 m - 2019

## Persoonlijke records
Outdoor
| Onderdeel | Prestatie | Datum           | Plaats |
| --------- | --------- | --------------- | ------ |
| 800 m     | 1.44,99   | 1 augustus 2021 | Tokio  |
| 1500 m    | 3.37,30   | 14 juni 2019    | Dessau |

Indoor
| Onderdeel | Prestatie | Datum            | Plaats |
| --------- | --------- | ---------------- | ------ |
| 800 m     | 1.48,22   | 10 februari 2019 | Liévin |

## Belangrijkste resultaten

### 800 m
Kampioenschappen
- 2017:  Arabische kampioenschappen - 1.47,59
- 2017: 7e in ½ fin. WK - 1.47,39
- 2018: 4e in series Middellandse Zeespelen - 1.49,63
- 2019: 7e in ½ fin. WK - 1.45,80
- 2019:  Arabische kampioenschappen - 1.51,31
- 2019:  Afrikaanse Spelen - 1.45,17
- 2021: 6e in ½ fin. OS - 1.44,99
- 2021: 4e in series Arabische kampioenschappen - 1.53,28
- 2022: 4e Afrikaanse kampioenschappen - 1.46,68
- 2022: 4e Middellandse Zeespelen - 1.44,99
- 2022: 6e in ½ fin. WK - 1.46,08

### 1500 m
- 2014: 7e Afrikaanse kampioenschappen - 3.44,67
- 2015: 6e Afrikaanse Spelen - 3.47,64
- 2018:  Middellandse Zeespelen - 3.37,35
- 2019: 6e Arabische kampioenschappen - 3.48,39
- 2022: DSQ finale Middellandse Zeespelen

### 4x400 m
- 2022: 5e Afrikaanse kampioenschappen - 3.11,31